# سینگام ۳
سینگام ۳ (به تامیلی: Singam 3) فیلمی محصول سال ۲۰۱۷ و به کارگردانی هاری است. در این فیلم بازیگرانی همچون سوریا، آنوشکا شتی، شروتی حسن، رادیکا ساراتکومار، شارات ساکسنا، سومان، نثار ایفای نقش کرده‌اند.